# Copa do Mundo de Rugby League de 2000
A Copa do Mundo de Rugby League de 2000 foi a décima segunda edição do torneio. Ocorreu cinco anos depois da anterior.
Foi realizada no Reino Unido e na França. A Austrália, que tradicionalmente é a seleção de rugby league mais forte do mundo, foi campeã pela nona vez. Foi também o último de seis títulos seguidos dos Kangaroos.
A edição anterior já havia expandido o número de seleções participantes, o que acarretara em jogos desequilibrados. Mesmo assim, os organizadores da de 2000 a expandiram ainda mais: de dez participantes, aumentou para dezesseis. Às demais competidores anteriores, África do Sul, Austrália, Fiji, França, Inglaterra, Nova Zelândia, País de Gales, Papua-Nova Guiné, Samoa e Tonga, somaram-se seis estreantes: Escócia, Ilhas Cook, Irlanda, Líbano, Rússia e uma seleção maori da Nova Zelândia.
Novamente, a expansão, feita de forma irrealista, acarretou em diversos jogos desequilibrados, em um torneio que continuou previsível e rendendo prejuízos. A edição seguinte demandaria oito anos para ser realizada em 2008, por conta de estudos para buscar maior viabilidade ao torneio.

## Resultados

### Grupo 1
| 28 Outubro |        |           |                                             |
| Inglaterra | 2 – 22 | Austrália | Twickenham Stadium, Londres Público: 33,758 |
|            |        |           | Twickenham Stadium, Londres Público: 33,758 |

| 29 Outubro |         |        |                                               |
| Fiji       | 38 – 12 | Rússia | Craven Park, Barrow-in-Furness Público: 2,187 |
|            |         |        | Craven Park, Barrow-in-Furness Público: 2,187 |

| 1 Novembro |        |      |                                                           |
| Austrália  | 66 – 8 | Fiji | Gateshead International Stadium, Gateshead Público: 4,197 |
|            |        |      | Gateshead International Stadium, Gateshead Público: 4,197 |

| 1 Novembro |        |        |                                         |
| Inglaterra | 76 – 4 | Rússia | Knowsley Road, St Helens Público: 5,736 |
|            |        |        | Knowsley Road, St Helens Público: 5,736 |

| 4 Novembro |         |      |                                           |
| Inglaterra | 66 – 10 | Fiji | Headingley Stadium, Leeds Público: 10,052 |
|            |         |      | Headingley Stadium, Leeds Público: 10,052 |

| 4 Novembro |         |        |                                    |
| Austrália  | 110 – 4 | Rússia | The Boulevard, Hull Público: 3,044 |
|            |         |        | The Boulevard, Hull Público: 3,044 |

| Seleção    | Jogos | Vitórias | Empates | Derrotas | Pontos Pró | Pontos Contra | Saldo | Pontos |
| ---------- | ----- | -------- | ------- | -------- | ---------- | ------------- | ----- | ------ |
| Austrália  | 3     | 3        | 0       | 0        | 198        | 14            | +184  | 6      |
| Inglaterra | 3     | 2        | 0       | 1        | 144        | 36            | +108  | 4      |
| Fiji       | 3     | 1        | 0       | 2        | 56         | 144           | -88   | 2      |
| Rússia     | 3     | 0        | 0       | 3        | 20         | 224           | -204  | 0      |

### Grupo 2
| 29 Outubro    |        |        |                                              |
| Nova Zelândia | 64 – 0 | Líbano | Kingsholm Stadium, Gloucester Público: 2,496 |
|               |        |        | Kingsholm Stadium, Gloucester Público: 2,496 |

| 29 Outubro    |        |            |                                           |
| País de Gales | 38 – 6 | Ilhas Cook | Racecourse Ground, Wrexham Público: 5,016 |
|               |        |            | Racecourse Ground, Wrexham Público: 5,016 |

| 2 Novembro    |         |            |                                          |
| Nova Zelândia | 84 – 10 | Ilhas Cook | Madejski Stadium, Reading Público: 3,982 |
|               |         |            | Madejski Stadium, Reading Público: 3,982 |

| 2 Novembro    |         |        |                                       |
| País de Gales | 24 – 22 | Líbano | Stradey Park, Llanelli Público: 1,497 |
|               |         |        | Stradey Park, Llanelli Público: 1,497 |

| 5 Novembro |         |        |                                             |
| Ilhas Cook | 22 – 22 | Líbano | Millennium Stadium, Cardiff Público: 17,612 |
|            |         |        | Millennium Stadium, Cardiff Público: 17,612 |

| 5 Novembro    |         |               |                                             |
| País de Gales | 18 – 58 | Nova Zelândia | Millennium Stadium, Cardiff Público: 17,612 |
|               |         |               | Millennium Stadium, Cardiff Público: 17,612 |

| Seleção       | Jogos | Vitórias | Empates | Derrotas | Pontos Pró | Pontos Contra | Saldo | Pontos |
| ------------- | ----- | -------- | ------- | -------- | ---------- | ------------- | ----- | ------ |
| Nova Zelândia | 3     | 3        | 0       | 0        | 206        | 28            | +178  | 6      |
| País de Gales | 3     | 2        | 0       | 1        | 80         | 86            | -6    | 4      |
| Líbano        | 3     | 0        | 1       | 2        | 44         | 110           | -66   | 1      |
| Ilhas Cook    | 3     | 0        | 1       | 2        | 38         | 144           | -106  | 1      |

### Grupo 3
| 28 Outubro |         |                  |                       |
| França     | 20 – 23 | Papua-Nova Guiné | Stade Charléty, Paris |
|            |         |                  | Stade Charléty, Paris |

| 17:00, 28 Outubro |         |               |                                      |
| Tonga             | 66 – 18 | África do Sul | Stade Charléty, Paris Público: 7,498 |
|                   |         |               | Stade Charléty, Paris Público: 7,498 |

| 1 Novembro |        |       |                                                   |
| França     | 28 – 8 | Tonga | Stade d'Albert Domec, Carcassonne Público: 10,288 |
|            |        |       | Stade d'Albert Domec, Carcassonne Público: 10,288 |

| 2 Novembro       |        |               |                                                        |
| Papua-Nova Guiné | 16 – 0 | África do Sul | Stadium Municipal de Toulouse, Toulouse Público: 4,313 |
|                  |        |               | Stadium Municipal de Toulouse, Toulouse Público: 4,313 |

| 5 Novembro |        |               |                                               |
| França     | 56 – 6 | África do Sul | Stadium Municipal d'Albi, Albi Público: 7,969 |
|            |        |               | Stadium Municipal d'Albi, Albi Público: 7,969 |

| 6 Novembro       |         |       |                                               |
| Papua-Nova Guiné | 30 – 22 | Tonga | Stadium Municipal d'Albi, Albi Público: 3,666 |
|                  |         |       | Stadium Municipal d'Albi, Albi Público: 3,666 |

| Seleção          | Jogos | Vitórias | Empates | Derrotas | Pontos Pró | Pontos Contra | Saldo | Pontos |
| ---------------- | ----- | -------- | ------- | -------- | ---------- | ------------- | ----- | ------ |
| Papua-Nova Guiné | 3     | 3        | 0       | 0        | 69         | 42            | 27    | 6      |
| França           | 3     | 2        | 0       | 1        | 104        | 37            | 67    | 4      |
| Tonga            | 3     | 1        | 0       | 2        | 96         | 76            | 20    | 2      |
| África do Sul    | 3     | 0        | 0       | 3        | 24         | 138           | -114  | 0      |

### Group 4
| 28 Outubro |       |       |                                          |
| Irlanda    | 30–16 | Samoa | Windsor Park, Belfast attendance = 3,207 |
|            |       |       | Windsor Park, Belfast attendance = 3,207 |

| 29 Outubro |       |        |                                         |
| Escócia    | 16–17 | Maoris | Firhill Stadium, Glasgow Público: 2,008 |
|            |       |        | Firhill Stadium, Glasgow Público: 2,008 |

| 1 Novembro |      |         |                                   |
| Irlanda    | 18–6 | Escócia | Tolka Park, Dublin Público: 1,782 |
|            |      |         | Tolka Park, Dublin Público: 1,782 |

| 1 Novembro |       |        |                                         |
| Samoa      | 21–16 | Maoris | Derwent Park, Workington Público: 4,107 |
|            |       |        | Derwent Park, Workington Público: 4,107 |

| 4 Novembro |       |        |                                   |
| Irlanda    | 30–16 | Maoris | Tolka Park, Dublin Público: 3,164 |
|            |       |        | Tolka Park, Dublin Público: 3,164 |

| 5 Novembro |       |       |                                              |
| Escócia    | 12–20 | Samoa | Tynecastle Stadium, Edimburgo Público: 1,579 |
|            |       |       | Tynecastle Stadium, Edimburgo Público: 1,579 |

| Seleção | Jogos | Vitórias | Empates | Derrotas | Pontos Pró | Pontos Contra | Saldo | Pontos |
| ------- | ----- | -------- | ------- | -------- | ---------- | ------------- | ----- | ------ |
| Irlanda | 3     | 3        | 0       | 0        | 78         | 38            | 40    | 6      |
| Samoa   | 3     | 2        | 0       | 1        | 57         | 58            | -1    | 4      |
| Maoris  | 3     | 1        | 0       | 2        | 49         | 67            | -18   | 2      |
| Escócia | 3     | 0        | 0       | 3        | 34         | 55            | -21   | 0      |

### Quartas-de-final
| 11 Novembro |       |       |                                       |
| Austrália   | 66–10 | Samoa | Vicarage Road, Watford Público: 5,404 |
|             |       |       | Vicarage Road, Watford Público: 5,404 |

| 11 Novembro |       |         |                                   |
| Inglaterra  | 26–16 | Irlanda | Headingley, Leeds Público: 15,405 |
|             |       |         | Headingley, Leeds Público: 15,405 |

| 12 Novembro   |      |        |                                       |
| Nova Zelândia | 54–6 | França | The Jungle, Castleford Público: 5,158 |
|               |      |        | The Jungle, Castleford Público: 5,158 |

| 12 Novembro   |      |                  |                                           |
| País de Gales | 22–8 | Papua-Nova Guiné | Auto Quest Stadium, Widnes Público: 5,211 |
|               |      |                  | Auto Quest Stadium, Widnes Público: 5,211 |

### Semifinais
| 18 Novembro |      |               |                                        |
| Inglaterra  | 6–49 | Nova Zelândia | Reebok Stadium, Bolton Público: 16,032 |
|             |      |               | Reebok Stadium, Bolton Público: 16,032 |

| 19 Novembro |       |               |                                               |
| Austrália   | 46–22 | País de Gales | McAlpine Stadium, Huddersfield Público: 8,114 |
|             |       |               | McAlpine Stadium, Huddersfield Público: 8,114 |

### Final
| 25 Novembro |       |               |                                          |
| Austrália   | 40–12 | Nova Zelândia | Old Trafford, Manchester Público: 44,329 |
|             |       |               | Old Trafford, Manchester Público: 44,329 |